# Fray Bentos
Fray Bentos er en by i den vestlige del af Uruguay med et indbyggertal (pr. 2011) på 24.406 mennesker. Byen er hovedstad i Río Negro-departementet og er en havneby ved bredden af Uruguayfloden, tæt ved grænsen til nabolandet Argentina. Den blev grundlagt i 1858 og er en vigtig industriby, med en stor papirmassefabrik. Byen huser et campus for det teknologiske universitet, og det historisk relevante industricomplex Anglo, der i 2015 blev optaget på UNESCO's Verdensarvsliste.